# Côte Sauvage (France)
Pour les articles homonymes, voir Côte Sauvage.
« Côte sauvage » est une appellation touristique française désignant plusieurs sites du littoral dans les régions de Bretagne, des Pays de la Loire et de Nouvelle-Aquitaine.

## LaCôte sauvage de la presqu'île guérandaise
Frange du littoral s'étendant en réalité sur la côte occidentale de la presqu'île du Croisic comptant les communes du Croisic, de Batz-sur-Mer et du Pouliguen en Loire-Atlantique.

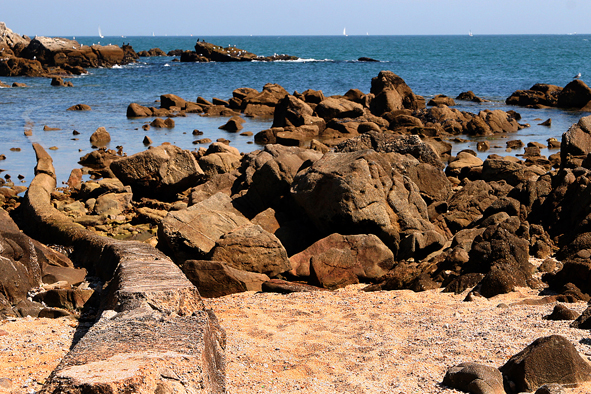
La Côte sauvage au Croisic

## Côte sauvage de Landunvez
Une route touristique longe la Côte sauvage sur le territoire de la commune de Landunvez (Finistère).

## Belle-Île-en-Mer
Désigne le littoral sud-ouest de l'île, de la pointe des Poulains à la pointe de Skeul.

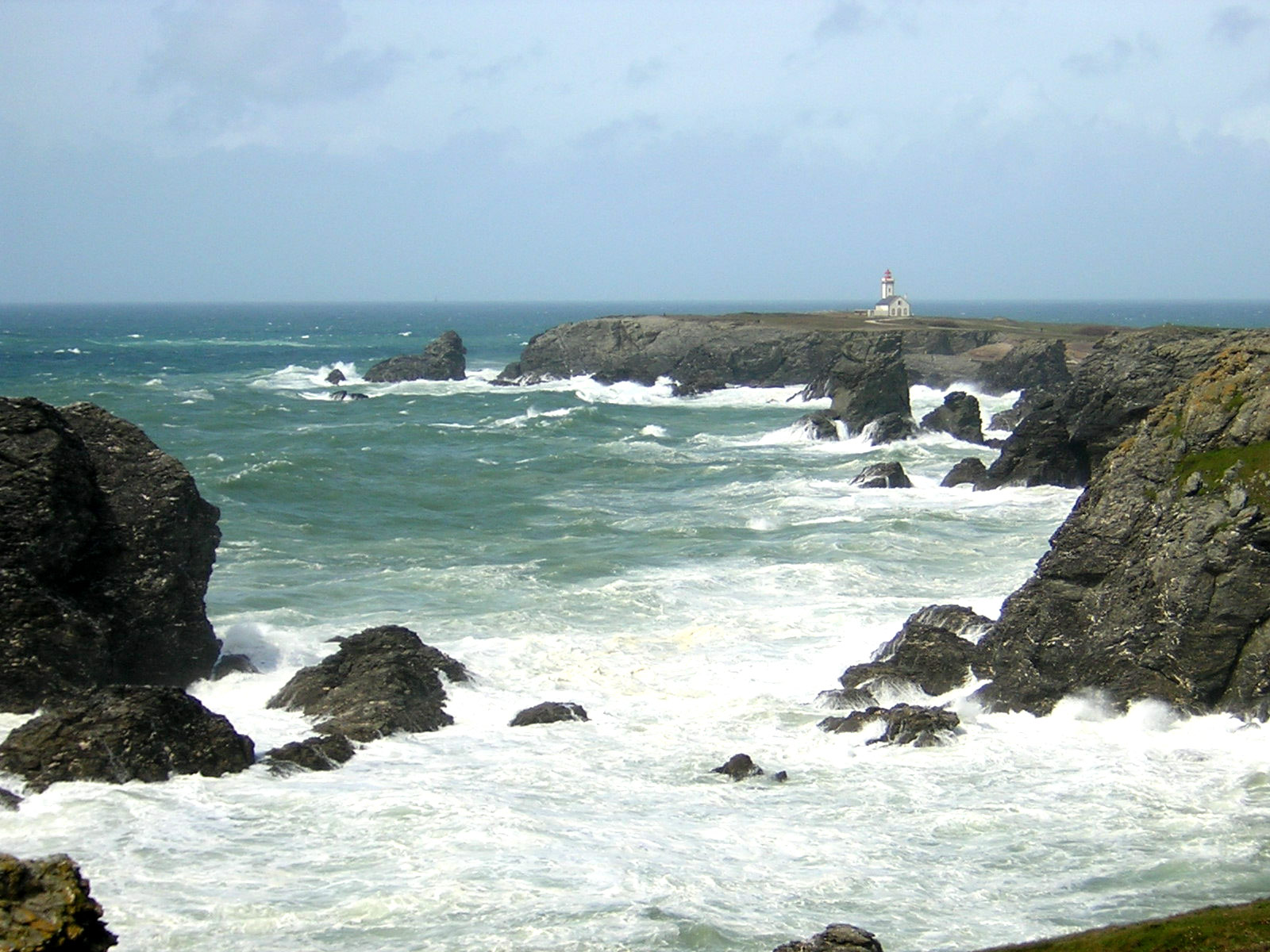
La Côte Sauvage de Belle-Île-en-Mer

## Presqu'île de Quiberon
S'étend sur la partie ouest de la presqu'île depuis le village de Portivy, à Saint-Pierre-Quiberon, jusqu'à Port Maria, à Quiberon.

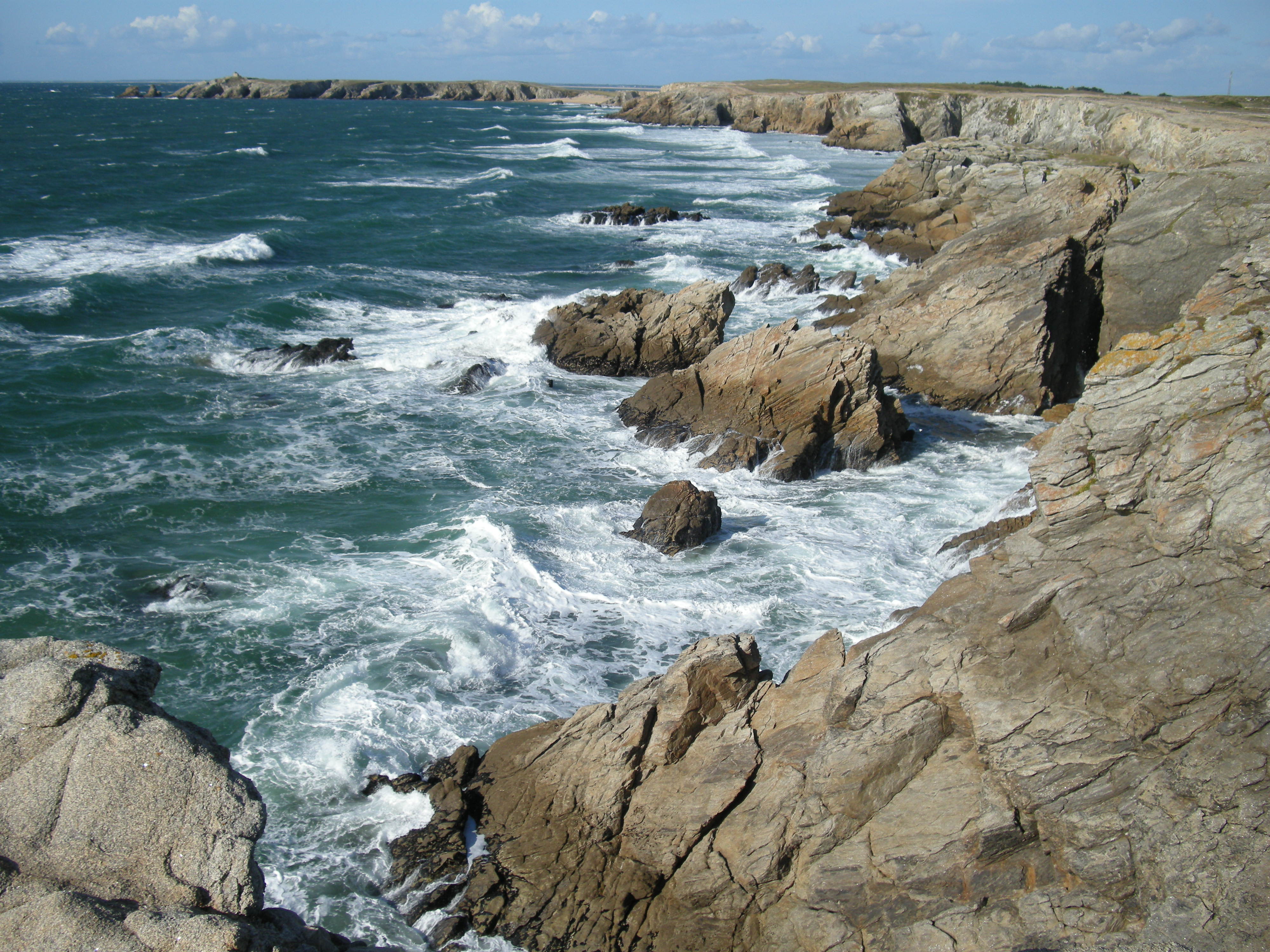
La Côte Sauvage de la presqu'île de Quiberon
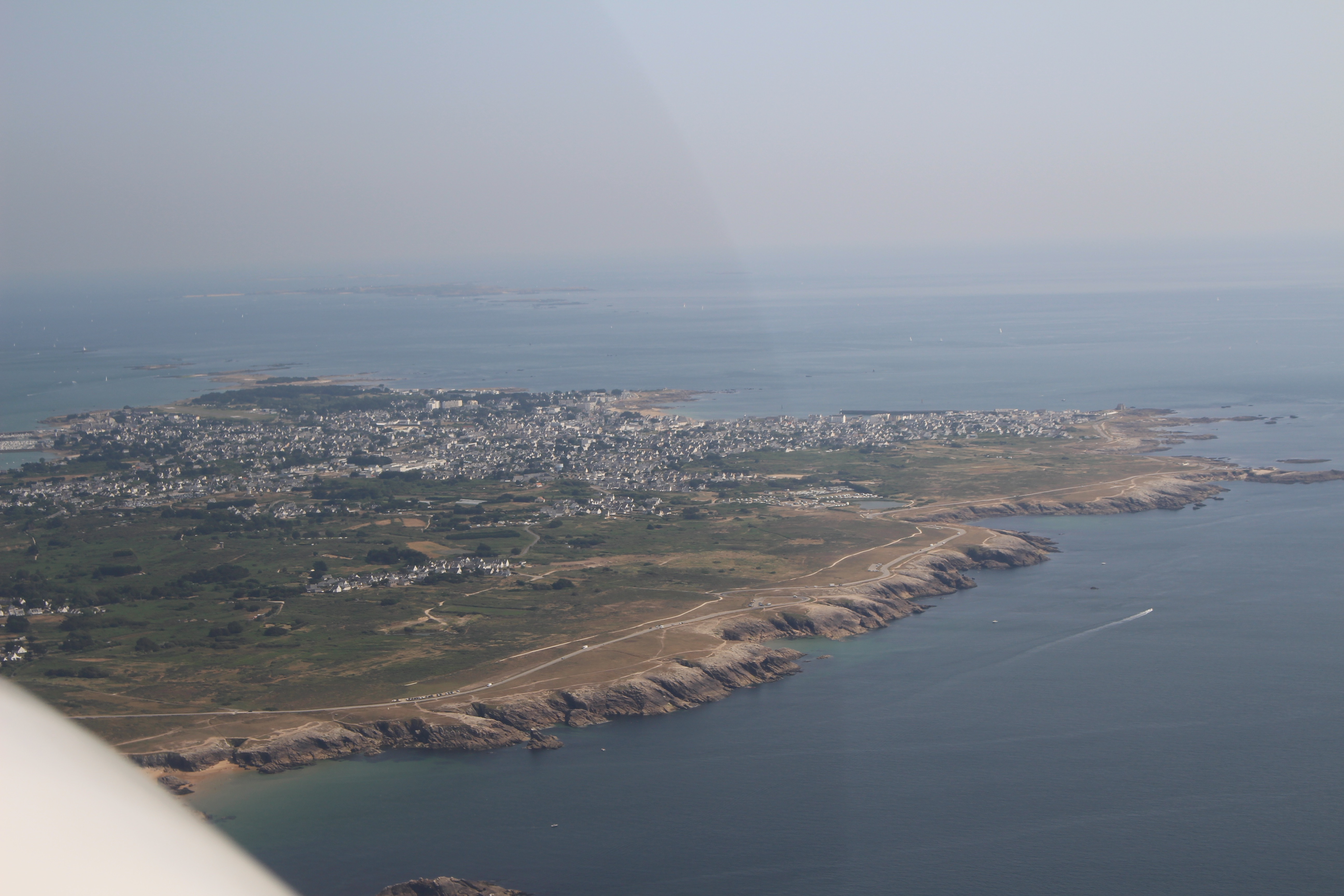
Côte sauvage vue du ciel

## L'île d'Yeu
Désigne la côte sud de l'île vendéenne.

## Côte sauvage de l'île d'Oléron
Désigne la côte ouest de l'île charentaise, à l'opposé du pertuis d'Antioche.

## Côte sauvage de la presqu'île d'Arvert
Désigne la côte du Pays royannais s'étendant de la Pointe Espagnole au nord de la presqu'île d'Arvert, jusqu'à la Pointe de la Coubre à la limite des communes des Mathes et de La Tremblade. Cette côte est bordée par la forêt de la Coubre.

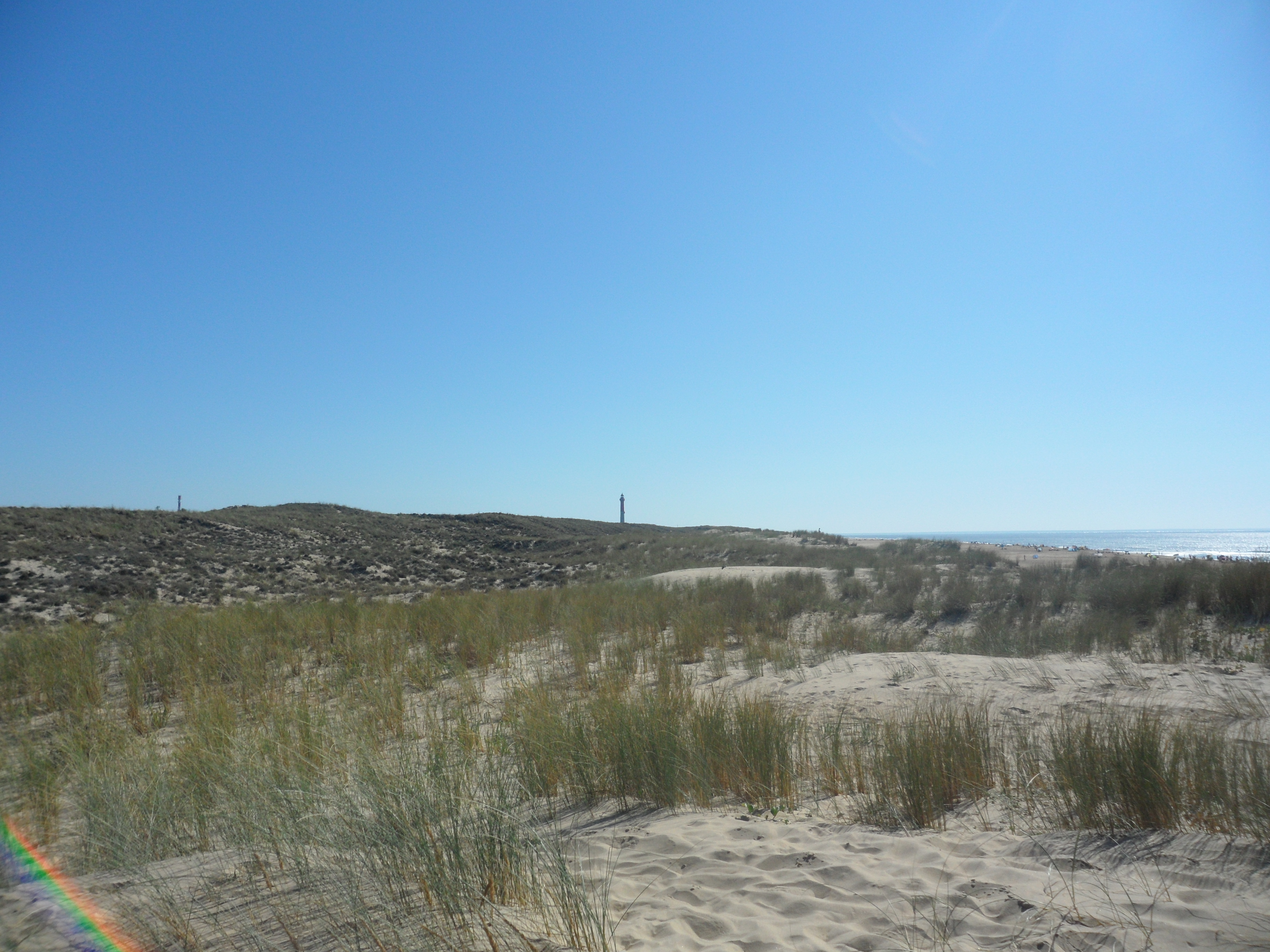
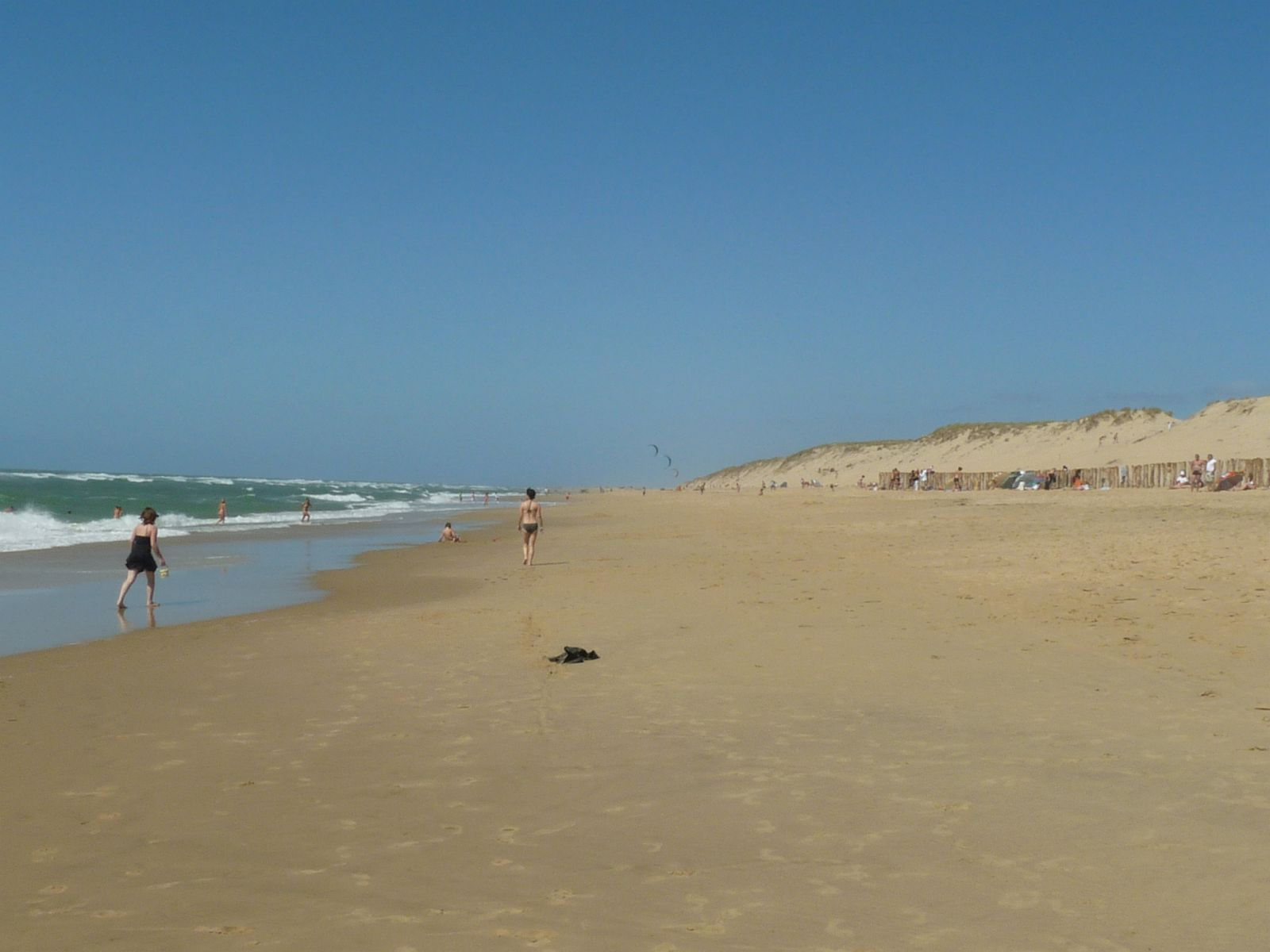